# Tatjana Dawydowna Slatkowskaja
Tatjana Dawydowna Slatkowskaja (russisch Татьяна Давыдовна Златковская; * 31. Dezember 1918 in Kiew; † 30. März 1981 in Moskau) war eine sowjetische Altertumswissenschaftlerin.

## Leben
Slatkowskaja stammte aus einer jüdischen Familie. Ihr Vater Dawyd G. Slatkowski war 1938 in einem ersten Kreml-Ärzte-Prozess verurteilt worden. Sie studierte 1936–1941 am Moskauer Institut für Philosophie, Literatur und Geschichte in der Historischen Fakultät insbesondere bei Nikolai Maschkin. Infolge des Deutsch-Sowjetischen Kriegsbeginns unterrichtete sie nun Geschichte an der Mittelschule in Elista. 1942 kam sie an das Staatliche Tschkalow-Pädagogik-Institut in Orenburg und 1943 an das Staatliche Pädagogik-Institut Astrachan, in dem sie 1944 Vizedekanin wurde.
Nach dem Krieg absolvierte Slatkowskaja 1945–1949 am Lehrstuhl für Geschichte des Altertums der Historischen Fakultät des Städtischen Moskauer Potjomkin-Pädagogik-Instituts bei Wladimir Djakow die Aspirantur, an deren Ende sie ihre Dissertation über Moesia im 1. und 2. Jahrhundert n. Chr. mit Erfolg für die Promotion zur Kandidatin der historischen Wissenschaften verteidigte. Darauf arbeitete sie als außerplanmäßige Redakteurin in der Redaktion des Verlags für Archäologie und Ethnographie der Akademie der Wissenschaften der UdSSR (AN-SSSR). 1954 wurde sie Senior-Bibliografin der Fundamentalbibliothek der Lomonossow-Universität Moskau (MGU). Ab 1956 lehrte sie am Lehrstuhl für Geschichte des Altertums der Historischen Fakultät des Städtischen Moskauer Potjomkin-Pädagogik-Instituts.
Slatkowskaja wurde 1959 wissenschaftliche Mitarbeiterin des Moskauer Miklucho-Maklai-Instituts für Ethnographie der AN-SSSR. Ihre Forschungsgebiete waren die Geschichte und Kultur der Thraker und Geten und die kretisch-minoische Kultur. Ihr besonderes Interesse galt der kulturellen Entwicklung in den von den Thrakern besiedelten Gebieten. Sie erforschte die Entwicklungen in der Landwirtschaft, der Metallverarbeitung, der Töpferei, des Handels und der sozialen Beziehungen. Sie untersuchte die Ausbildung politischer Strukturen und die Entstehung des Staates der Odrysen. Sie verteidigte 1972 ihre Doktordissertation über die Staatsbildung bei den Thrakern im 7.–5. Jahrhundert v. Chr. mit Erfolg für die Promotion zur Doktorin der historischen Wissenschaften.
Slatkowskaja war mit dem Historiker Dmitri Schelow (1919–1993) verheiratet. Sie starb am 30. März 1981 in Moskau und wurde auf dem Friedhof Wostrjakowo begraben.